# 項充

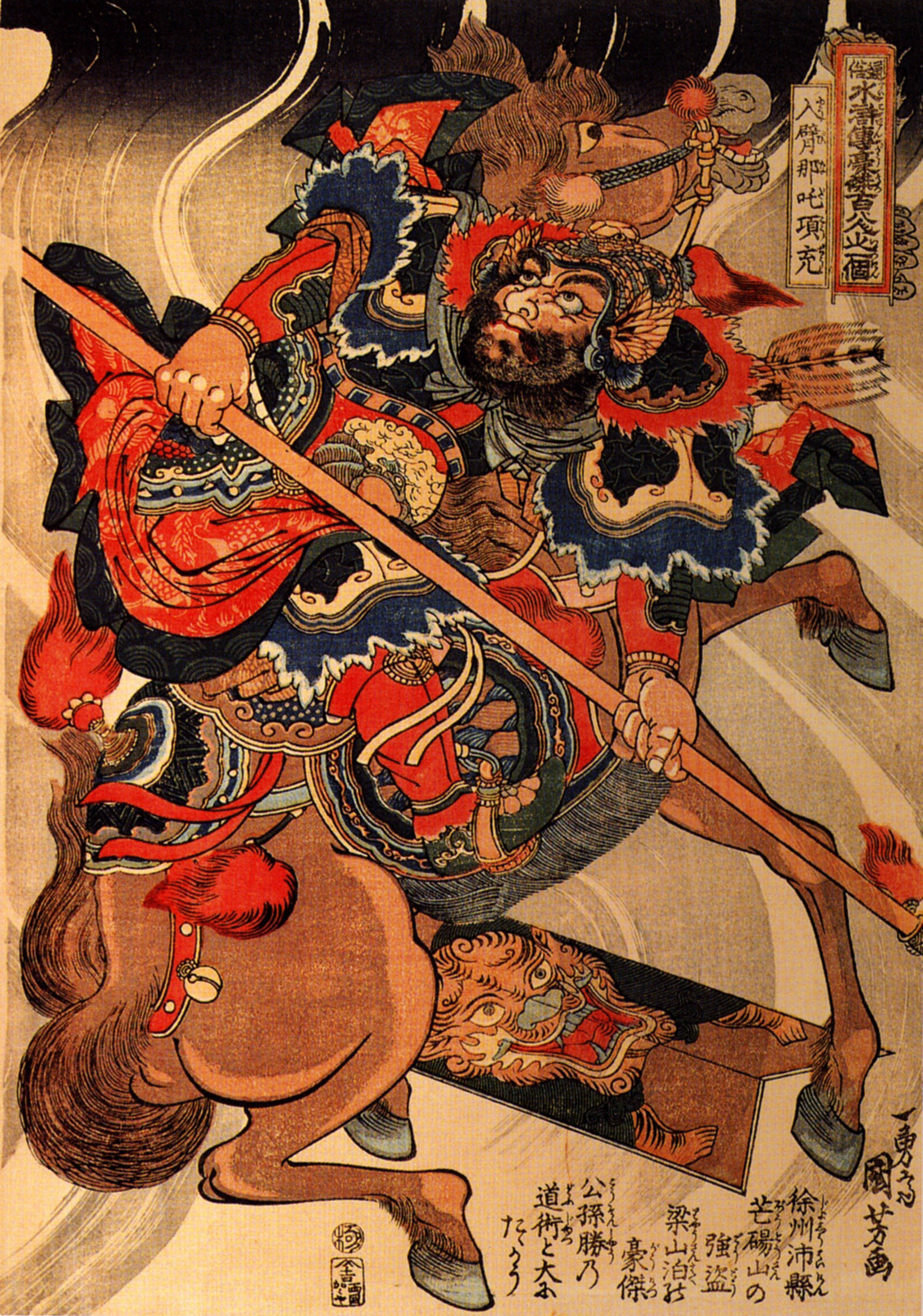
歌川国芳「通俗水滸伝豪傑百八人之一個・八臂那項充」

項 充（こう じゅう）は、中国の小説で四大奇書の一つである『水滸伝』の登場人物。
梁山泊第六十四位の好漢。地飛星の生まれ変わり。渾名は八臂哪吒（はっぴなた）で、飛刀の名手で背に24本の飛刀を挿んでいたことに由来する。また、哪吒とは民間で信仰されていた毘沙門天の子で、戦闘時6本の腕と、3つの頭を現す童神であるが、さらに2本の腕を加えた八臂と呼ばれた。他に、団牌（円形の楯）や標鎗（投げ槍）の技にも優れており、史進らを撃退したこともある。

## 生涯
樊瑞、李袞らと共に、芒碭山（ぼうとうざん）の山賊として登場する。ある時、梁山泊を乗っ取ろうと企んだが、この企みは梁山泊に察知された。梁山泊からは、史進らが攻めてきたが、項充は李袞と共にこれを撃退。だが、翌日梁山泊軍勢に加わった公孫勝の妖術によって混乱した所を生け捕られた。敵の本営に引き出された二人は死を覚悟したが、宋江が縄を解き、更に「自分はあなた方を梁山泊に迎えたいと思っていた」と言った。これに感激した二人は、宋江の許可を得て山に戻り、樊瑞を説得して三人で梁山泊に加わった。
入山後は、李袞と共に、李逵、鮑旭の防御を担当。百八星集結後は歩兵軍将校に任命される。方臘討伐の睦州城攻略戦において、敵将を追って川に入った李袞が矢の雨を浴びて戦死するのを見て、慌てて川から上がった所を敵兵に囲まれてしまい、奮戦するものの全身をずたずたに切り刻まれ戦死した。